# Sandra Boner
Sandra Boner (* 25. November 1974 in Grenchen) ist eine Schweizer Fernsehmoderatorin der Wettersendung SRF Meteo.

## Leben und Wirken
Die Ergotherapeutin Sandra Boner war von 1999 bis 2001 Wettermoderatorin beim Solothurner Lokalfernsehen Intro-TV und danach bis 2002 Moderatorin der Nachrichtensendung Zoom. Oktober 2002 trat sie beim Schweizer Fernsehen ein und gehört dort zum Moderationsteam von SRF Meteo. Auch bei Radio Zürisee, Radio Basilisk und bei Radio SRF 3 ist sie zum Schweizer Wetter zu hören.
Boner lebt in Partnerschaft, ist Mutter zweier Söhne und wohnt in Solothurn. 2018 gab sie bekannt, dass sie an Brustkrebs erkrankt sei und legte eine Sendepause ein. 2019 nahm sie ihre Tätigkeit schrittweise wieder auf.